# Вельки Чепчин
Вельки Чепчин (словац. Veľký Čepčín) — село та громада у Словаччині в окрузі Турчянські Теплиці.

## Географія
Село розташоване в центральній частині Турчанської улоговини, приблизно за 5 км на північний захід від Турчянських Теплиць. Протікає Іванчинський потік.

## Історія

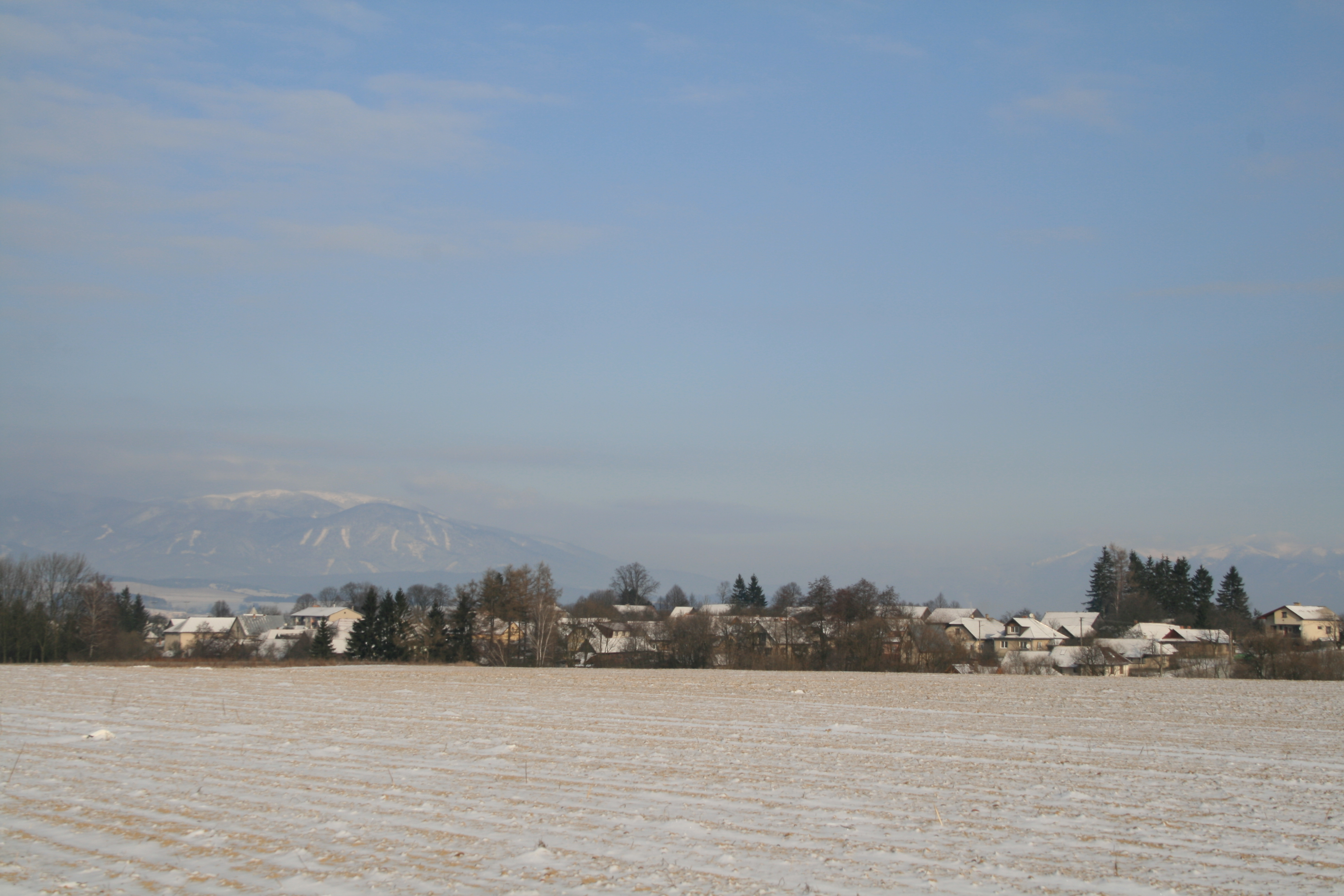
Панорама села

Село згадується з 1262 року під назвою Cheptsin. З 1383 року воно належало родині Владарових, у 1663 році тут також мали маєтки Шандорові та Бендікові. У 1787 році в селі було 58 дворів і 357 жителів, у 1828 році — 61 будинок і 309 жителів. Усі вони займалися землеробством і ремеслами.
Станом на 31 грудня 2022 року у Велькому Чепчині проживає 251 мешканець.

## Населення
| Рік:            | 1994. | 2004.   | 2014.    | 2024.   |
| --------------- | ----- | ------- | -------- | ------- |
| Кількість осіб: | 225   | 215     | 245      | 258     |
| Різниця:        |       | -4,44 % | +13,95 % | +5,30 % |

| Рік:            | 2023. | 2024.   |
| --------------- | ----- | ------- |
| Кількість осіб: | 253   | 258     |
| Різниця:        |       | +1,97 % |